# Згорний Якобський Дол
Згорний Якобський Дол (словен. Zgornji Jakobski Dol) — поселення в общині Песниця, Подравський регіон‎, Словенія.